# Clara Shortridge Foltz
Clara Shortridge Foltz (Lafayette, 16 de julho de 1849 – Los Angeles, 2 de setembro de 1934) foi uma advogada e ativista feminista norte-americana, primeira mulher advogada da Costa Oeste e pioneira na área da defensoria pública. 
O prédio do tribunal criminal do condado no centro de Los Angeles foi renomeado em 2002 em sua homenagem, atualmente chamado de Centro de Justiça Criminal Clara Shortridge Foltz.

## Biografia
Clara nasceu na cidade de Lafayette, no estado de Indiana, em 1849. Era filha de Talitha e Elias Willetts Shortridge, este último advogado e pastor. Antes da Guerra de Secessão, a família se mudou para Mount Pleasant, em Iowa, onde Clara estudou em uma escola mista da região, o que era bem raro para a época.
Em dezembro de 1864, aos 15 anos, Clara fugiu com um fazendeiro e veterano da Guerra de Secessão, chamado Jeremiah D. Foltz, e eles começaram a ter filhos. Entretanto ele tinha dificuldades para manter a família, que acabou se mudando várias vezes para Portland e finalmente para San José, em 1872. Durante este período, Clara ganhava dinheiro escrevendo artigos para jornais como o New Northwest e o San Jose Mercury.
Por volta de 1876, Jeremiah a abandonou, deixando-a sozinha com os cinco filhos do casal. Clara então começou a estudar direito no escritório de um juiz local, com o apoio de uma sufragista local, Sarah Knox-Goodrich. Clara também dava palestras públicas, a partir de 1877, sobre o movimento do sufrágio universal.

## Carreira
Clara queria prestar os exames da Ordem dos Advogados da Califórnia, mas na época apenas homens eram admitidos. Clara então escreveu uma lei estadual, conhecida como "Woman Lawyer Bill" (Leia da Mulher Advogada), que substituiu "homem branco" por "pessoa", e em setembro de 1878 ela passou no exame e foi a primeira mulher admitida na Ordem dos Advogados da Califórnia e a primeira mulher advogada em toda a costa oeste dos Estados Unidos.
Tendo pouca educação formal, Clara desejava estudar na primeira faculdade de direito da Califórnia. Junto de sua apoiadora, Laura de Force Gordon, Clara se candidatou à Escola de Direito de Hastings, da Universidade da Califórnia, mas teve sua matrícula negada por ser mulher. Clara e Laura processaram a instituição, mas encontraram forte oposição nos tribunais.
A fim de conseguir avançar o caso na corte, elas escreveram uma emenda à legislação do estado, onde se lia que "nenhuma pessoa deve, por causa do sexo, ser desqualificada para entrar ou exercer qualquer negócio, vocação ou profissão lícita." Baseando-se no projeto de lei "Woman Lawyer Bill" e na declaração de oportunidades iguais de emprego que logo seria ratificada na legislação, Clara e Laura foram capazes de argumentar que, se as mulheres podiam trabalhar como advogadas, certamente deveriam ter permissão para frequentar a faculdade de direito. O juiz Morrison concordou e, em "Foltz v. Hoge", decidiu que Clara e Laura deveriam ser admitidos no curso.
A decisão foi apelada, e Clara estudou e passou no exame da ordem da Suprema Corte do Estado da Califórnia para defender seu caso, onde acabou vencendo. Embora Clara tenha obtido sucesso na admissão de todas as mulheres qualificadas em Hastings, o trabalho para vencer o caso deixou Clara na pobreza e ela se voltou à carreira jurídica em vez de realizar seu sonho de frequentar a faculdade de direito.
Clara exerceu a profissão em San Francisco, San Diego, e de 1896 a 1899 em Nova York, onde tentou carreira como advogada corporativa.
Clara também fez palestras para o Partido Republicano durante as campanhas eleitorais de 1880, 1882 e 1884. Em 1886, tornou-se membro do Partido Democrata e naquele inverno deu várias palestras no Wisconsin, Illinois e em Iowa. Foi também integrante do movimento do sufrágio universal e em seus 56 anos de carreira, Clara expandiu significativamente a legislação para o voto das mulheres.

## Defensoria pública
Na Exposição Universal de 1893, em Chicago, Clara fez sua primeira apresentação sobre um sistema de defensoria pública. A ideia considerada radical para a época era a de oferecer assistência criminal e jurídica para pessoas que não pudessem pagar em todo o país.
Em 1910, Clara foi indicada para um cargo na Promotoria Pública do Distrito de Los Angeles, tornando-se a primeira vice-promotora distrital dos Estados Unidos. Sento ativa no  movimento sufragista, ela foi também autora da Emenda do Voto das Mulheres para a Califórnia em 1911. Clara criou seus cinco filhos sozinha e incentivou as mulheres de sua época a não negligenciarem seus papéis domésticos tradicionais.
Seu irmão, Samuel M. Shortridge, foi eleito para o Senado dos Estados Unidos em 1920, tendo servido por dois mandatos, tendo sua irmã como uma grande apoiadora, ainda que ela discordasse de suas políticas sobre impostos.

## Morte
Clara morreu em 2 de setembro de 1934, em sua casa em Los Angeles, aos 85 anos, devido a uma insuficiência cardíaca. Ela foi cremada e seus restos mortais sepultados no Cemitério de Inglewood Park, no condado de Los Angeles.

## Legado
Após a insistência de estudantes, a Faculdade de Direito de Hastings concedeu a Clara o título póstumo de Doutora em Direito em 1991. Além disso, o principal espaço social dentro do complexo residencial de estudantes, McAllister Tower da UC Hastings, foi batizado de Clara S. Foltz Lounge.
Em 2002, o prédio do tribunal criminal do condado no centro de Los Angeles foi renomeado para Centro de Justiça Criminal Clara Shortridge Foltz em sua homenagem.